# Anders Børset
Anders Børset, né le 22 février 2006 à Hommelvik (en) en Norvège, est un footballeur norvégien. Il joue au poste de défenseur central au VfL Wolfsburg.

## Biographie

### En club
Né à Hommelvik (en) en Norvège, Anders Børset commence le football dans le club local du Hommelvik IL puis joue pour le SK Trygg/Lade avant de poursuivre sa formation au Molde FK, qu'il rejoint à l'âge de 14 ans.
Børset joue son premier match en professionnel le 25 juillet 2021, à l'occasion d'une rencontre de coupe de Norvège contre le Spjelkavik IL (en). Il entre en jeu à la place de Fredrik Aursnes et son équipe s'impose par quatre buts à un.
Il participe à son premier match en Eliteserien, la première division norvégienne, le 13 novembre 2022, contre le Vålerenga Fotball. Il entre en jeu et son équipe l'emporte par deux buts à un ce jour-là.
Lors de cette saison 2022, il est sacré Champion de Norvège,.
Lors de l'été 2023, Anders Børset rejoint l'Allemagne en signant un contrat de deux ans, soit jusqu'en juin 2025, avec le VfL Wolfsburg. Le transfert est annoncé le 15 juin 2023 et il doit dans un premier temps intégrer les équipes de jeunes du club,.

### En sélection
Avec les moins de 15 ans, Anders Børset joue un total de sept matchs en 2021. 
Børset joue son premier match avec les moins de 17 ans le 20 octobre 2022, contre la Biélorussie. Il est titularisé et son équipe s'impose (0-4 score final). 

## Palmarès
Molde FK
- Championnat de Norvège (1) :
  - Champion : 2022.